# Parc naturel marin de Martinique
Le parc naturel marin de Martinique est un parc naturel marin situé autour de l'île française de Martinique. Créé début 2017, il est le 10e parc naturel marin et recouvre la totalité de la zone économique exclusive de l'ile. Il a un triple objectif : Améliorer la connaissance du milieu et de sa biodiversité (patrimoine marin), la protection de la nature et la soutenabilité de activités dans la zone protégée. Il est géré et financé par l’Office français de la biodiversité.
Les enjeux de cette aire marine protégée concernent  :
- plus d’un millier de pêcheurs professionnels ;
- la pêche de loisir ;
- 13.490 navires de plaisance(chiffres 2017), 15.550 places à quai(chiffres 2017) et nombreuses zones de mouillage (chiffres 2017) ;
- 699 escales de navires de commerce par an, et 380 000 croisières  (chiffres 2017) ;
- 160.000 plongeurs sous-marins par an (chiffres 2017) et de nombreuses activités de loisirs en mer.

## Historique
La mise à l’étude du projet, concrétisée par un arrêté ministériel d’avril 2012, a suivi des propositions et une analyse des enjeux environnementaux et socioéconomiques sur l’ensemble de la ZEE de Martinique, réalisée par la DEAL de Martinique sous l’autorité du Préfet et avec l’Agence des aires marines protégées (de 2009 à 2010).
Une « mission d'étude du parc naturel marin de Martinique » a été mise en place par l’Agence des aires marines protégées ainsi qu'un comité de concertation du projet de création d’un parc naturel marin dans les eaux sous juridiction française autour de l’île de la Martinique (créé en 2013 et piloté par le préfet de Martinique), Ségolène Royal a officialisé en mai 2017 la création de ce parc.  
Ce projet s’inscrit dans la stratégie nationale pour la création et la gestion des aires marines protégées, visant à mettre en place dix parcs naturels marins en métropole et en Outre-mer et fait suite à l’analyse régionale des enjeux environnementaux et socioéconomiques conduite en 2009 et 2010 sur l’ensemble des eaux de Martinique.

Il porte à 10 le nombre des parcs et aires marines protégées de France ; la part de l'espace maritime français protégée et ainsi passé de 4% à 32% en 3 ans grâce aux 5 nouveaux parc marins et aires marines protégées créés en France.

## Le parc
Il couvre 47 340 km2, et englobe les 48 îlets et rochers situés autour de l'île principale. On y dénombre 22 km2 de mangrove et 350 km de plage.

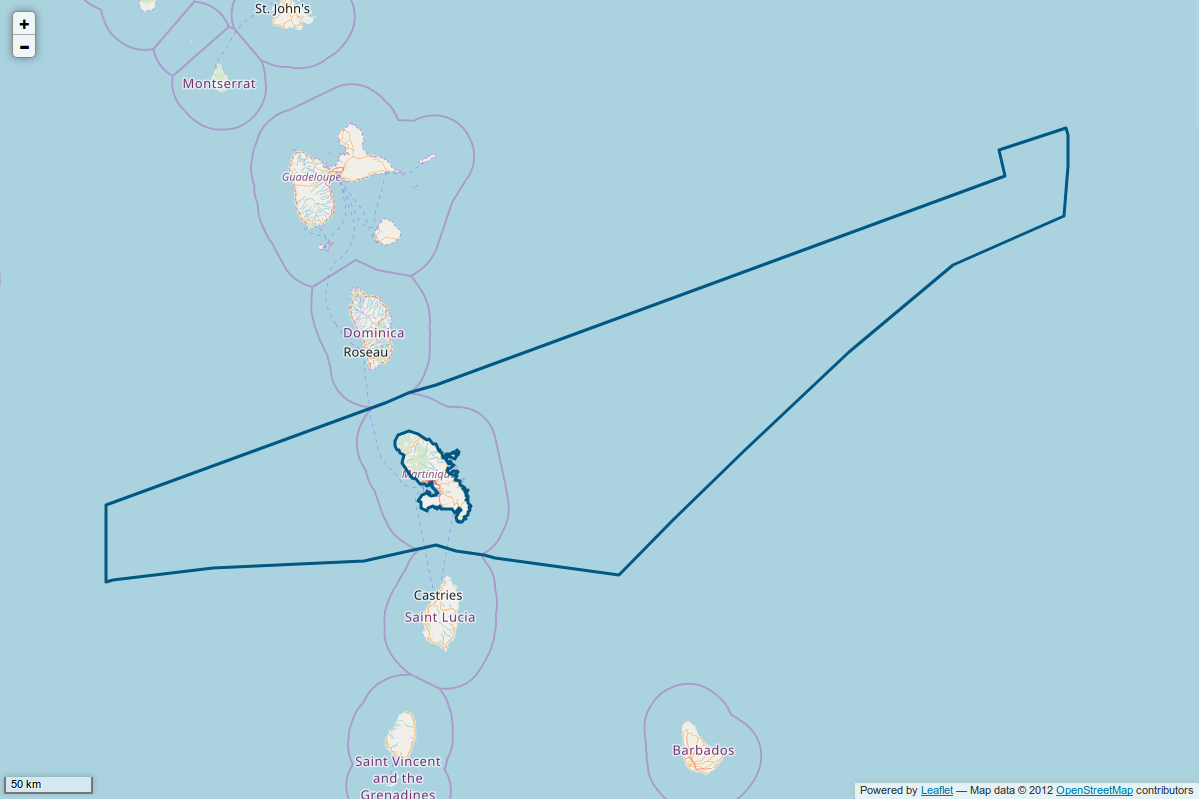
Périmètre du PNM.

Il rassemble trois écosystèmes majeurs
1. mangroves (qui jouent un rôle d'habitat écologique de grande importance, mais aussi de protection des côtes contre certains des effets des tremblements de terre, tsunamis, cyclones…) ;
2. herbiers marins ;
3. récifs coralliens.

À la différence d'une réserve naturelle, un parc naturel marin n'est pas un outil de gestion réglementaire, mais un lieu et moyen de gouvernance partagé via le conseil de gestion, qui rend des avis (simples ou conformes).

## Patrimoine naturel
Le parc compte environ 300 espèces de poissons littoraux dont de nombreux poissons pélagiques, 21 espèces de cétacés, 5 des 7 espèces de tortues de mer (dont 2 se reproduisant localement sur les plages), 47 espèces de coraux, 25 espèces d’oiseaux marins (dont 7 nicheurs sur des falaises et les îlets), des limicoles migrateurs, etc.

## Orientations de gestion, fonctionnement
La gouvernance du parc est assurée par un conseil de gestion rassemblant 53 personnes représentant l’ensemble des acteurs locaux de la mer concernés (« professionnels de la mer, usagers de loisirs, associations de protection de la nature, experts… »). 
Ce conseil décide des politiques de protection et de développement soutenable des activités à mettre en œuvre, au travers d'une équipe locale de l'Agence française pour la biodiversité, sous l'égide du  ministère de l'Environnement, qui apporte des moyens et compétences techniques, scientifiques, humains et financiers.
Dans les trois ans de sa création, le conseil de gestion doit produire un plan de gestion du parc « feuille de route à 15 ans sur les objectifs et la gestion du parc » en s'appuyant pour sa mise en œuvre sur une équipe technique et un budget.

## Intégration dans les outils du territoire
Le PNM recouvre plusieurs réserves marines, dont la Réserve naturelle nationale des îlets de Sainte-Anne ou Réserve naturelle nationale de la presqu'île de la Caravelle.
Le PNM est intégré depuis le 15 septembre 2021 dans la Réserve de biosphère de Martinique.